# Championnats de Hongrie d'escrime 1934
Navigation
Édition précédente Édition suivante
Les championnats de Hongrie d'escrime 1934 ont lieu le 23 avril 1934 pour le fleuret féminin, le 15 avril 1934 pour le fleuret masculin, le 29 avril 1934 pour le sabre et le 13 mai 1934 pour l'épée à Budapest. Ce sont les trentièmes championnats d'escrime en Hongrie. Ils sont organisés par la MVSz.

## Classements
| Épreuves          | Or                              | Argent                          | Bronze                             |
| ----------------- | ------------------------------- | ------------------------------- | ---------------------------------- |
| Fleuret           |                                 |                                 |                                    |
| Hommes individuel | Ottó Hátszeghy Honvéd Tiszti VC | Antal Zirczy Honvéd Tiszti VC   | Lajos Maszlay Honvéd Tiszti VC     |
| Femmes individuel | Erna Bogen BEAC                 | Ilona Elek Detektív AC          | Ilona Varga Detektív AC            |
| Sabre             |                                 |                                 |                                    |
| Hommes individuel | László Rajcsányi MAC            | Aladár Gerevich MAC             | Pál Kovács Ludovika Akadémia SE    |
| Epée              |                                 |                                 |                                    |
| Hommes individuel | Pál Dunay BBTE                  | Ferenc Idrányi Honvéd Tiszti VK | Tibor Székelyhidy Honvéd Tiszti VK |